# 维克托·加洛维奇
维克托·加洛维奇（克羅埃西亞語發音：[ʋîktor ɡâːloʋitɕ]；1990年9月19日—）是已退役的克羅地亞職業網球運動員，在2018年5月14日取得個人單打排名新高的173名，而最高雙打排名則是在2018年3月19日取得的第490名。他在2008至2014年間曾代表意大利參賽。

## 職業生涯
加洛维奇首次參加ATP賽事是2014年奥地利基茨比厄尔网球公开赛，成功從資格賽晉級，但在第一輪不敵阿尔韦特·拉莫斯-比尼奥拉斯。他三次入選台維斯盃克羅地亞隊參賽名單，亦上場2次，首仗是2017年9月17日在哥倫比亞波哥大舉行的比賽，他在這賽事的垃圾賽程中以6–4, 2–6, 6–2比分擊敗亞歷杭德羅·岡薩雷斯。第二次上場是2018年2月2日在克羅地亞舉行的賽事，他以4–6, 4–6, 2–6不敵丹尼斯·沙波瓦洛夫。
加洛维奇在2021年7月宣佈因為背傷和髖傷問題而退役。

## 巡迴賽決賽及冠軍
下述資訊一概出自ATP Tour官方網站的記載。

### 單打
| 賽事          |
| ------------- |
| 大滿貫 (0)    |
| ATP巡迴賽 (0) |
| 挑戰賽 (1)    |

| 賽果 | 日期      | 類型   | 巡迴賽         | 地面 | 對手          | 比分               |
| ---- | --------- | ------ | -------------- | ---- | ------------- | ------------------ |
| 冠軍 | 2017年7月 | 挑戰賽 | 意大利雷卡纳蒂 | 硬地 | 米爾扎·巴西奇 | 7–6(7–3), 6-4      |
| 負   | 2017年7月 | 挑戰賽 | 德國不伦瑞克   | 泥地 | 尼古拉·库恩   | 6–2, 5–7, 2–4 ret. |

## 外部連結
- 维克托·加洛维奇（英文/西班牙文）的官方資料